# Lithocarpus eriobotryoides
Lithocarpus eriobotryoides C.C.Huang & Y.T.Chang – gatunek roślin z rodziny bukowatych (Fagaceae Dumort.). Występuje naturalnie w Chinach – w północno-wschodnim Kuejczou, zachodnim Hubei, północno-zachodniej części Hunanu oraz wschodnim Syczuanie. 

## Morfologia
PokrójZimozielone drzewo dorastające do 10–15 m wysokości.
LiścieBlaszka liściowa ma kształt od eliptycznego do eliptycznie odwrotnie jajowatego lub odwrotnie jajowatego. Mierzy 12–20 cm długości oraz 4–7 cm szerokości, jest całobrzega, ma klinową nasadę i ostry lub spiczasty wierzchołek. Ogonek liściowy jest owłosiony i ma 10–20 mm długości.
OwoceOrzechy o kształcie od stożkowatego do elipsoidalnego, dorastają do 25–30 mm długości i 10–15 mm średnicy. Osadzone są pojedynczo w miseczkach w kształcie talerza, które mierzą 5–8 mm długości i 18–22 mm średnicy. Orzechy otulone są w miseczkach do 15–20% ich długości.

## Biologia i ekologia
Rośnie w wiecznie zielonych lasach. Występuje na wysokości od 1000 do 1500 m n.p.m. Kwitnie od maja do czerwca, natomiast owoce dojrzewają od sierpnia do października.